# Alfred Lattermann
Alfred Lattermann (* 23. Oktober 1894 in Lissa; † 3. Mai 1945 in Berlin-Staaken) war ein deutscher Historiker (Ostforscher) und Bibliotheksdirektor in Posen.
Zusammen mit Viktor Kauder (1899–1985) gab er die Deutsche Monatshefte in Polen: Zeitschrift für Geschichte und Gegenwart des Deutschtums in Polen heraus. Er gab auch die Deutsche Wissenschaftliche Zeitschrift im Wartheland heraus, die seit 1940 in Posen im Verlag der Historischen Gesellschaft erschien. Lattermann war Mitglied der SS (SS-Nummer 372.332), am 1. September 1940 beantragte er die Aufnahme in die NSDAP und wurde zum 1. Oktober desselben Jahres aufgenommen (Mitgliedsnummer 8.712.139).

## Publikationen (Auswahl)
- Einführung in die deutsche Sippenforschung in Polen und dem preußischen Osten. Vaihingen/Enz: Melchior, 1985, Nachdr. der Ausgaben Posen, Historische Gesellschaft für Polen, 2., erweiterte Auflage, 1938 und Nachtrag 1941
- Einführung in die deutsche Sippenforschung in Polen. Posen: Verlag der Historischen Gesellschaft, 1937 (Schriftenreihe deutsche Sippenforschung in Polen. Neue Folge, 1) Digitalisat
- Edmund Klinkowski: Grodno, Wilna und das Posener Land in einem deutschen Reisebericht vom Jahre 1586. Fr. Just: Die Familie Leu. Anschriften von Familienforschern. Mitgeteilt von A. Lattermann. Emil Meyer: Deutschrechtliche Dörfer in dem posenschen Anteil des Erzsprengels Gnesen nach dem Liber beneficorum des Johannes a Lasco. Posen, Historische Gesellschaft für Posen, 1936 (Sonder-Abdruck aus Deutsche Wissenschaftliche Zeitschrift für Polen 30)